# Girls & Boys (песня Blur)
| Оценки критиков | Оценки критиков |
| Источник        | Оценка          |
| --------------- | --------------- |
| AllMusic        | Без оценки      |

«Girls & Boys» — песня британской группы Blur. Вышла в марте 1994 года как лид-сингл с их третьего альбома Parklife. Заняв пятое место в UK Singles Chart, песня стала первым хитом Blur и их самым успешным синглом, пока «Country House» не достиг первого места в следующем году. В США трек достиг 59-й строчки в чарте синглов Billboard Hot 100, став вторым синглом группы, попавшим в этот чарт. Она также достигла четвертого места в чарте современных рок-песен Billboard. Песня также была номинирована на лучшую песню на MTV Europe Music Awards.
В 2014 году британский музыкальный журнал New Musical Express поместил песню «Girls & Boys» в исполнении группы Blur на 20 место своего списка «500 величайших песен всех времён».

## Создание
Дэймон Албарн был вдохновлен на написание песни во время отпуска в Магалуфе (Испания), с тогдашней подругой Джастин Фришманн, солисткой Elastica. По словам Албарна, в городе были безвкусные ночные клубы и безудержные сексуальные сцены среди посетителей: «Все эти парни и девушки встречались у водопоя, а затем просто совокуплялись. Здесь нет никакой морали, я не говорю, что это должно или не должно происходить.» В музыке сочетаются различные поп и танцевальные стили, которые басист Алекс Джеймс охарактеризовал как диско-барабаны, «противные» гитары и бас-гитара Duran Duran. Барабанщик Дэйв Раунтри признался, что его игры нет на треке, поскольку его заменила драм-машина, которую он запрограммировал. Он сказал, что это была его любимая песня на Blur: The Best Of, потому что «он на самом деле в ней не участвует. Круто, когда тебя нет в твоей собственной песне». Вокал был записан с демо-версией, в которой использовались только клавишные. Эта песня написана в тональности соль минор.

## Музыкальный клип
Сопровождающий клип на песню был снят английским певцом, автором песен, музыкантом и режиссером, Кевином Годли. На нем группа Blur исполняет песню на синем экране на фоне документальных кадров о людях, отдыхающих в клубе Club 18-30. Годли назвал видео «мусором», в то время как Blur сочли его «идеальным». Обложка сингла была взята с упаковки презервативов Durex.

## Список композиций
Вся музыка: Албарн, Коксон, Джеймс и Раунтри, все тексты: Албарн. (За исключением песни «Maggie May», написанной Родом Стюартом и Мартином Квиттентоном.)
| 7"-й виниловый сингл и кассетный сингл 1. "Girls & Boys" – 4:20 2. "Magpie" – 4:15 3. "People in Europe" – 3:28 CD-сингл 1 1. "Girls & Boys" – 4:20 2. "Magpie" – 4:15 (mistakenly credited as "People in Europe" on the back cover.) 3. "Anniversary Waltz" – 1:23 CD-сингл 2 (издан 14 марта) 1. "Girls & Boys" – 4:20 2. "People in Europe" – 3:28 3. "Peter Panic" – 4:22 CD-сингл (США) 1. "Girls & Boys" 2. "Girls & Boys" (Pet Shop Boys radio edit) 3. "Girls & Boys" (Pet Shop Boys 12" mix) 4. "Magpie" 5. "Peter Panic" 6. "Maggie May" | Кассетный сингл (США) 1. "Girls & Boys" 2. "Girls & Boys" (Pet Shop Boys radio edit) 3. "Maggie May" 12"-й виниловый сингл (США) 1. "Girls & Boys" (Pet Shop Boys 12" mix) 2. "Girls & Boys" (album version) 3. "Girls & Boys" (Pet Shop Boys 7" mix) CD-сингл (Европа) 1. "Girls & Boys" 2. "Girls & Boys" (Pet Shop Boys radio edit) 3. "Girls & Boys" (Pet Shop Boys 12" mix) 4. "Magpie" 5. "Anniversary Waltz" 2012 Brit Awards 1. "Girls & Boys" (Live from the BRITs) – 4:43 2. "Song 2" (Live from the BRITs) – 2:15 3. "Parklife" (featuring Phil Daniels) (Live from the BRITs) – 2:52 |

## Чарты

### Weekly charts
| Чарт (1994)                                        | Наив. поз. |
| -------------------------------------------------- | ---------- |
| Австралия (ARIA)                                   | 19         |
| Бельгия/Фландрия (Ultratop 50)                     | 34         |
| Бельгия (VRT Top 30 Flanders)                      | 30         |
| Канада (RPM Top Singles)                           | 27         |
| Франция (SNEP)                                     | 11         |
| Ирландия (IRMA)                                    | 23         |
| Нидерланды (Dutch Top 40)                          | 33         |
| Нидерланды (Single Top 100)                        | 24         |
| Новая Зеландия (Recorded Music NZ)                 | 16         |
| Швеция (Sverigetopplistan)                         | 30         |
| Великобритания (OCC UK Singles)                    | 5          |
| США (Billboard Hot 100)                            | 59         |
| США (Billboard Hot Dance Club Play)                | 21         |
| США (Billboard Hot Dance Music/Maxi-Singles Sales) | 23         |
| США (Billboard Modern Rock Tracks)                 | 4          |
| США (Billboard Top 40 Mainstream)                  | 40         |

| Чарт (2013)                               | Наив. поз. |
| ----------------------------------------- | ---------- |
| Бельгия (Back Catalogue Singles Flanders) | 27         |
| Франция (SNEP)                            | 157        |

| Чарт (1994)    | Наив. поз. |
| -------------- | ---------- |
| Франция (SNEP) | 50         |

## Сертификации
| Регион                                                                      | Сертификация | Продажи |
| --------------------------------------------------------------------------- | ------------ | ------- |
| Великобритания (BPI)                                                        | Платиновый   | 600 000 |
| Данные о продажах + прослушиваниях приведены только на основе сертификации. |              |         |